# Steenwerck
Steenwerck é uma comuna francesa na região administrativa de Altos da França, no departamento do Norte. Estende-se por uma área de 27.47 km². Em 2010 a comuna tinha 3 723 habitantes (densidade: 135,5 hab./km²).